# Jost Hochuli
Jost Hochuli (ur. 8 czerwca 1933 w St. Gallen) – szwajcarski typograf, autor książek o projektowaniu, wydawca. Mieszka i pracuje w St. Gallen.

## Życiorys
W latach 1952–1954 studiował w Kunstgewerbeschule w St. Gallen, następnie uczył się zecerstwa w oficynie w Zollikofer. W latach 1958–1959 pobierał nauki w pracowni Adriana Frutigera w École Estienne. W 1959 roku, po powrocie do Szwajcarii, otworzył swoją własną pracownię, w której zajął się projektowaniem książek i grafiką użytkową. Dziś jest znanym zarówno w kraju, jak i za granicą, wybitnym projektantem książek. Od 1967 roku swoją wiedzę, związaną z projektowaniem, przekazuje studentom projektowania graficznego i typografii w St. Gallen i Zurychu. Jest ponadto kierownikiem kursu doskonalenia zawodowego ze specjalnością „projektant typograficzny”. Od 1976 roku prowadzi wykłady i seminaria w kraju i za granicą z zakresu nauczania liternictwa, typografii, opracowania graficznego książki.
Jost Hochuli jest jednym ze współzałożycieli wydawnictwa VGS Verlagsgemeinschaft St. Gallen (1979), nakładem którego wydano również wiele jego projektów. W latach 1983–1998 był opiekunem wydawniczym, projektantem i autorem serii zeszytów „Typotron”, od 2000 roku natomiast projektuje roczniki „Ostschweiz”.

## Nagrody i wyróżnienia
- 1989 – nagroda Icograda-Ehrenpreis na międzynarodowej wystawie IBA w Lipsku,
- 1999 – Nagroda Gutenberga Miasta Lipska,
- 2004 – Nagroda Jana Tschicholda.

Jost Hochuli jest członkiem Bund Deutscher Buchkünstler, Double Crown Club oraz członkiem honorowym International Society of Typographic Designers. Wiele książek J. Hochulego nagradzano na konkursach Najpiękniejsze Książki Szwajcarskie i Najpiękniejsze Książki Świata w Lipsku.

## Publikacje
- Bücher machen (München: Deutscher Kunstverlag, 1990);
- Buchgestaltung in der Schweiz (Zürich: Pro Helvetia, 1998 [1993]), wydana również w języku polskim: Projektowanie w Szwajcarii (Kraków: Wydawnictwo Baran i Suszczyński, 1995);
- Bücher machen: Praxis und Theorie (St. Gallen: VGS, 1996, współautorstwo z Robinem Kinrossem);
- Jost Hochuli: Printed matter, mainly books (Zürich: Niggli, 2002, współautorstwo z Robinem Kinrossem);
- Das Detail in der Typografie (Sulgen/Zürich: Verlag Niggli AG, 2005), wydana również w języku polskim: Detal w typografii (Kraków: d2d.pl, 2009).

Jost Hochuli jest autorem fontu o nazwie „allegra” – rodzaj pisma bezszeryfowego o klasycznych proporcjach, stosowany w głównej mierze przy projektowaniu książek. Font typowy dla projektowania szwajcarskiego – prosty, precyzyjny, „czysty”.
Tak sam J. Hochuli mówił o projektowaniu: „W swojej pracy odrzucam kurczowe trzymanie się typograficznych dogmatów; gdzie panują dogmaty, wiatr nie wieje tam, dokąd chce, lecz tam, dokąd musi”.